# Ciclone Remal
A tempestade ciclônica severa Remal   (/ ˈ r ɛ m æ l /) foi um ciclone tropical moderadamente forte que afetou Bengala Ocidental, na Índia, e Bangladesh. Foi a primeira depressão e a primeira tempestade ciclônica da temporada de ciclones do Oceano Índico Norte de 2024 e ficou ativa entre 24 e 28 de maio.  
O sistema causou 36 mortes na Índia e Bangladesh. 

## História meteorológica
Após quatro meses de inatividade, em 21 de maio, o Departamento Meteorológico da Índia (IMD) começou a monitorar uma circulação ciclônica na Baía de Bengala. Mais tarde naquele dia, o Joint Typhoon Warning Center (JTWC) também começou a rastrear o sistema, observando que provavelmente se tornaria uma depressão de monções.  No dia seguinte, o IMD observou que uma área de baixa pressão havia se formado adjacente à circulação ciclônica. No final de 23 de maio, o IMD atualizou o sistema para uma baixa bem marcada, afirmando que estava aglomerando rapidamente em torno de um centro. No dia seguinte, o IMD declarou que uma depressão havia se formou na Baía de Bengala, designando-a como BOB 01. 
Posteriormente, o JTWC emitiu um Alerta de Formação de Ciclone Tropical (TCFA), observando o amplo centro de circulação da depressão e suas faixas de chuva aumentando rapidamento. No dia seguinte, BOB 01 se intensificou em uma depressão profunda e o JTWC reconheceu o sistema como um ciclone, designando-o como 01B.  Logo depois, a depressão se intensificou em uma tempestade ciclônica, fazendo com que o IMD a chamasse de Remal. 

## Preparativos e impactos

Remal ao tocar terra

### Índia
Em 25 de maio, o Departamento Meteorológico da Índia emitiu um alerta de emergência para os estados de Nagaland, Manipur, Mizoram e Tripura devido aos efeitos esperados do ciclone. O sistema tocou terra na Índia, nas Ilhas de Sagar, no dia 26, matando sete pessoas em Bengala Ocidental, sete no estado de Telangana e 12 no estado de Mizoram. Mais de 100 pessoas também ficaram feridas.  
Em Bengala Ocidental o ciclone derrubou 356 postes de eletricidade, destruiu 2.500 casas e danificou outras 27.000 no estado. Evacuações foram ordenadas para mais de 50.000 pessoas na região de Sundarba. A maré alta atingiu mais de 10 pés de água e durou mais de 36 horas em áreas de mangue. O sistema destruiu ou danificou centenas de árvores e causou incursão de água salgada em pelo menos 80 lagoas de água doce usadas pela vida selvagem e moradores locais para água potável. Muitos animais selvagens, incluindo veados e javalis, foram mortos devido à altura excepcional da maré. Pelo menos 1.200 postes de energia foram arrancados e houve escassez de alimentos. Em Calcutá, 394 voos foram cancelados, mais de 400 árvores foram arrancadas e de 260 mm de chuva caíram em 24 horas, juntamente com rajadas de vento de 130 km/h (81 mph).  As chuvas torrenciais também causaram inundações em várias partesda cidade e interromperam os serviços do metrô devido à inundação das estações de Park Street e Esplanade. 
À medida que os remanescentes do ciclone Remal avançavam em direção ao nordeste da Índia , fortes chuvas provocaram deslizamentos de terra, matando 40 pessoas. [  danos foram particularmente graves no estado de Mizoram , onde 30 pessoas morreram,  incluindo 17 devido ao colapso de uma pedreira em Aizawl , com outras seis desaparecidas.  Os deslizamentos de terra também bloquearam a Rodovia Nacional 6.  Quatro mortes e 18 feridos também ocorreram em Assam , onde 16 distritos foram afetados pelas enchentes.  Em Dhekiajuli , uma árvore caiu sobre um ônibus escolar e feriu 12 crianças.  Em Meghalaya , uma pessoa morreu e outras sete ficaram feridas em um deslizamento de terra.  As fortes chuvas causaram grandes inundações em Guwahati e Silchar , com mais de 50% de Silchar e áreas vizinhas inundadas. 

### Bangladesh
Na manhã de 26 de maio, o Departamento Meteorológico de Bangladesh emitiu um sinal de alerta nível 10 (o mais alto existente) em nove distritos costeiros. O Departamento Meteorológico emitiu um aviso de que 16 distritos costeiros poderia ser inundados por marés de 8 a 12 pés acima do normal, impulsionadas pelo vento. Cerca de 8.000 a 9.000 abrigos foram preparados nos distritos costeiros de Bangladesh para evacuar as pessoas para um local seguro.  Além disso, o exército, o corpo de bombeiros, os voluntários e outras instituições governamentais foram mantidos de prontidão para operações de resgate. As operações no Porto de Chittagong foram suspensas.   
Devido ao sistema, que tocou terra cinco horas depois de passar pela Índia, no dia 26 de maio, 19 pessoas morreram em Bangladesh. Chuvaa e ventos fortes atingiram áreas costeiras a partir da manhã de 26 de maio. De acordo com o Ministério de Gestão de Desastres de Bangladesh, cerca de 800.000 pessoas nas áreas litorâneas foram forçadas a deixar suas casas e buscar abrigo.  A velocidade do vento no momento do impacto principal estavm entre 100 e 135 km/h. Neste momento, a maré alta de 5 a 7 pés quebrou o aterro e submergiu uma vasta área da costa, o que resultou em danos a casas, plantações e gado. Duas crianças desapareceram e 13 pessoas ficaram feridas depois que um calçadão afundou em Khulna. Mais de 2,7 milhões de pessoas ficaram sem eletricidade e mais de 27 mil torres de rede móvel caíram. O trânsito foi interrompido em várias áreas depois que árvores foram arrancadas da estrada. Inundações também ocorreram em Dhaka, onde três pessoas foram fatalmente eletrocutadas por fios elétricos caídos. Dhaka recebeu 306 mm de chuva e muitas árvores foram derrubadas e graves alagamentos também ocorreram em Chattogram e Barisal.  
De acordo com o Ministério de Gestão e Assistência a Desastres de Bangladesh, o Ciclone Remal afetou cerca de 3,7 milhões de pessoas em 107 upazilas de 19 distritos costeiros. Cerca de 35.000 casas em Bangladesh foram completamente destruídas e 115.000 casas foram parcialmente danificadas devido ao impacto do ciclone. 
Remal foi o ciclone mais forte atingir a capital Dhaka desde o ciclone Sidr em 2007 e matou dez pessoas no país. 